# Церковь Вознесения Господня (Истра)
Церковь Вознесения Господня (Никольская церковь) — утраченный православный храм в городе Воскресенске (ныне — Истра в Московской области). Был основан в 1636 году, перестроен в камне в 1790—1805 годах, разрушен в советское время.

## История
Первой известным храмом на месте нынешнего города Истра была небольшая деревянная церковь в честь Воскресения Христова, построенная стольником Романом Федоровичем Бобарыкиным в 1636 году. В 1656 году Патриарх Никон купил у Бобарыкина село Воскресенское с окружающими деревнями для обустройства здесь монастыря, который позже стал называться Ново-Иерусалимским. Когда эта церковь обветшала, на её месте была построена и освящена в мае 1677 году новая деревянная с двумя приделами. Новую каменную Вознесенскую церковь начали строить предположительно в конце 1780-х годов рядом с прежней деревянной. В 1792 году освятили придел Илии Пророка в трапезной, а в 1805 году — весь храм. Из-за нехватки денег, каменную колокольню возвели позже, поэтому пользовались старой.
Во время Отечественной войны 1812 года церковь не пострадала. Только в 1813 году была построена новая каменная трёхъярусная колокольня. Церковь имела два помещения для богослужений — тёплое и холодное. Зимой службы проходили в трапезной, которая обогревалась двумя голландскими печами. Но к осени 1875 года весь храм стал отапливаемый: благотворитель, воскресенский купец Павел Григорьевич Цуриков пожертвовал на устройство церковной духовой печи 2000 рублей и 40000 штук кирпича. В августе 1884 года получил одобрение проект архитектора Владислава Осиповича Грудзина на постройку святых врат и каменной ограды. К северо-восточному углу ограды примыкало одноэтажное деревянное здание городского женского училища, в котором с 1880 по 1883 годы работал заведующим Иван Павлович Чехов — родной брат русского писателя А. П. Чехова.

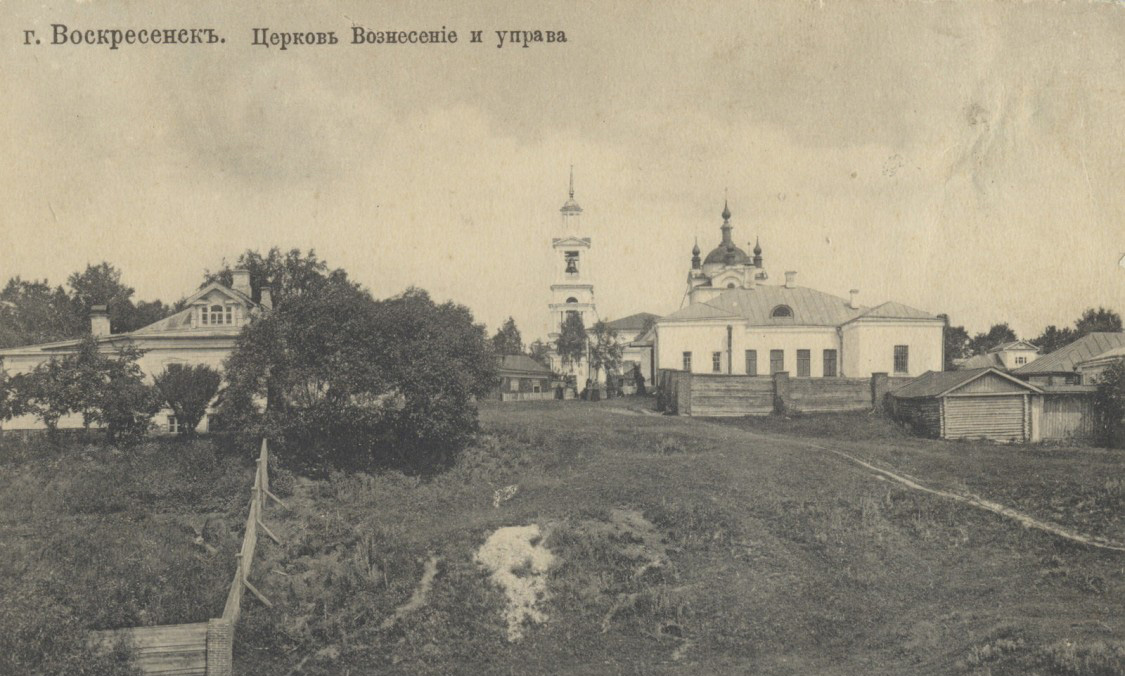
Вид реконструированной церкви

На рубеже XIX—XX веков к церкви Вознесения Господня относились две часовни: одна находилась на кладбище на окраине города, сохранилась до наших дней — церковь Николая Чудотворца; другая располагалась недалеко от храма на Торговой площади (ныне площадь Революции). В начале ХХ столетия количество прихожан в Воскресенске росло, и встал вопрос о расширении храма. В марте 1908 года Московская духовная консистория подготовила чертежи и сметы об увеличении Вознесенской церкви с пристройкой новой колокольни. Автором проекта расширения церкви в неоклассическом стиле был архитектор И. С. Кузнецов. После существенной реконструкции храм венчали большой купольный барабан и четыре малых вокруг него. Изменила свой вид и колокольня — её высоту подчёркивала ротонда с главой и шпилем.
После Октябрьской революции, в апреле 1922 года, в рамках сбора средств в фонд помощи голодающим Поволжья из Вознесенской церкви были изъяты некоторые ценности. По состоянию на 1929 год храм ещё действовал. В сентябре 1934 года вышло постановление президиума Мособлисполкома о закрытии храма. В августе 1935 года началось переоборудование здания церкви под клуб, но в результате в ней разместилась мебельная артель. Могилы из ограды собора было предложено перенести на Истринское кладбище.
Во время Великой Отечественной войны город Истра был оккупирован фашистскими войсками. В результате боёв здание храма оказалось повреждённым, после войны оно уже не восстанавливалось. Здание церкви долгое время оставалось заброшенным, пока в начале 1960-х годов его окончательно разобрали при строительстве на этом месте одного из корпусов корпуса завода «Углемаш».
В апреле 2005 года митрополитом Крутицким и Коломенским Ювеналием на площадке за зданием городского Дома культуры (рядом с местом, где прежде стояла Вознесенская церковь) была произведена закладка церкви Вознесения Господня в память разрушенного одноимённого храма. В 2009 году здесь был возведён деревянный храм-часовня с шатровым куполом. Планируется строительство новой каменной церкви. О бывшей церкви Вознесения Господня напоминает памятная доска, установленная на здании местного УВД и освящённая 26 сентября 2014 года благочинным протоиереем Димитрием Подорвановым.